# GW501516
GW501516 (aussi nommée GW-501,516, GW1516, GSK-516, Cardarine, et sur le marché noir Endurobol ou SARMS ou encore "pilule de l'exercice) est une molécule (Composé trifluorométhylé), agoniste des récepteurs PPARδ, inventée dans les années 1990, dans le cadre d'une collaboration entre Ligand Pharmaceuticals et GlaxoSmithKline.
D'abord testée comme candidat-médicament pour les maladies métaboliques et cardiovasculaires, elle a été abandonnée en 2007 suit à des tests sur les animaux montrant un développement rapide de cancers dans plusieurs organes chez les animaux traités.
En 2007, on montre chez la souris de laboratoire qu'à dose élevée, GW501516 améliore considérablement la performance physique. Ce résultat circule dans les médias, ce qui suscite un marché noir et un usage comme produit dopant dans le monde du sport.
L'Agence mondiale antidopage (AMA) crée un test détectant le GW501516 et des molécules apparentées, les ajoutant à la liste des interdictions en 2009 ; des avertissements supplémentaires sont émis à l'intention des athlètes, rappelant que le GW501516 n'est pas sûr.

## Histoire
En 1992 GW501516 est découvert dans le cadre d'un travail de recherche associant GSK et Ligand Pharmaceuticals.
En 2001, la découverte est publiée dans PNAS ; Olivier et Al. y rapportent avoir utilisé « la chimie combinatoire et la conception de médicaments basés sur la structure » pour le développer. L'un des auteurs était le fils de Leo Sternbach (découvreur des benzodiazépines dans les années 1960).
En 2000, selon R&D Focus Drug News GSK avait entamé des essais de phase contre la dyslipidemie (Hyperlipémie).
En 2003, Ligand Pharmaceuticals aurait gagné 1 million de dollars grâce à la poursuite du développement de la phase I de GSK.
En 2007, GSK termine deux études cliniques de phase II, et d'autres études concernant l'obésité, le diabète, la dyslipidémie et les maladies cardiovasculaires,.
En 2007, GSK abandonne le développement du médicament, mais sans préciser pourquoi (on saura plus tard que les tests sur les animaux avaient mis en évidence un effet fortement cancérigène pour plusieurs organes, dès 3 mg/kg/jour chez la souris et le rat),,.
Ronald Evans achète un échantillon de GW501516 et le teste à nouveau chez la souris, mais cette fois à très haute dose, et il observe que ce composé augmente alors considérablement les performances physiques des souris privées d'exercice physique. Il voit là un indice d'activation de gènes contrôlant le métabolisme.
En 2007, cette information publiée dans Cell est largement rapporté dans la presse y compris par le New York Times et le Wall Street Journal. En 2008, il montre que lorsque des souris rendues obèses par une nourriture très riche en sucres et en lipides sont autorisées à faire de l'exercice, celles qui avaient antérieurement reçu de fortes doses de GW501516 durant huit semaines pouvaient courir pendant près d'une heure et demie de plus que leurs semblables non traitées. « Nous pouvons remplacer l'entraînement par un médicament », a-t-il alors supposé.
En 2017, un article du journal The New Yorker a pour titre Une pilule pour rendre l'exercice obsolète. Et si un médicament pouvait vous apporter tous les bienfaits d'un entraînement ?, mais rappelle les alertes et preuves de cancérogénicité. Ali Tavassoli (biochimiste à Southampton, travaillant sur le cancer) estime que les changements métaboliques profonds induits dans la cellule par cette molécule et en particulier, l'augmentation artificielle de la vitesse à laquelle les cellules musculaires brûlent de l'énergie a nécessairement des conséquences à long terme ailleurs dans le corps et que « toutes ne seront pas des bonnes nouvelles ».

### Amélioration de la performance physique
Avant les Jeux olympiques de Pékin en 2008 on craint que le GW501516 (alors ni contrôlé par la réglementation, ni détectable par les tests standard) soit utilisé par les athlètes comme produit ergogénique améliorant la performance. L'un des principaux auteurs de l'étude sur l'endurance améliorée met alors au point un test urinaire de détection du produit et le met à disposition du Comité international olympique.
En 2009, l'Agence mondiale antidopage (AMA) crée un test détectant GW501516 et d'autres modulateurs PPARδ apparenté tout en ajoutant la molécule à la liste de produits dopant interdits.
En 2011, GW501516 est couramment promu sur des sites Web de musculation et d'athlétisme et distribué sur le marché noir,, au prix d'environ 1 000 $ pour 10 g.
En 2012, l'AMA le reclasse ; il passe de "molécule de dopage génique" à la catégorie de "modulateur hormonal et métabolique".
En 2013, l'AMA avertit (ce qu'elle fait rarement) que ce produit pourrait présenter des risques possibles pour la santé, qu'il n'a pas et n'aura pas d'approbation clinique ; le New Scientist attribue cet avertissement aux risques de cancer induit par cette molécule,.
Divers athlètes sont testés positifs pour GW501516. À la Vuelta Ciclista a Costa Rica en décembre 2012, quatre coureurs costariciens ont été testés positifs au GW501516 ; trois suspendu pour deux ans, et le quatrième pour 12 ans car il s'agissait d'une récidive de dopage, . En avril 2013, le cycliste russe Valery Kaykov est suspendu par l'instance dirigeante du cyclisme UCI, et immédiatement renvoyé de l'équipe RusVelo de Kaykov ; en mai 2013, le Vénézuélien Miguel Ubeto est provisoirement exclu de l'équipe Lampre et en février 2014, la marcheuse russe Elena Lashmanova est aussi testée positive au GW501516,. En avril 2019, Jarrell Miller (boxeur poids lourd) annule sa participation aux titres World Heavyweight d'Anthony Joshua car testé positif. Fin 2020, Miller est suspendu deux ans pour dopages répétées au GW501516 et mi-2022, le médaillé d'argent olympique du 800 m 2012, Nijel Amos, est positif au GW501516 et exclu des Championnats du monde d'athlétisme 2022.

## Mode d'action
GW501516 agit comme agoniste sélectif (activateur) du récepteur PPARδ, grâce à une affinité (K i = 1 nM) et une puissance (EC 50 = 1 nM) élevées pour PPARδ (sélectivité plus de 1 000 fois supérieure à PPARα et PPARγ).
Chez le rat, en se liant à PPARδ, GW501516 recrute le coactivateur PGC-1α. Le complexe PPARδ/coactivateur dope alors l'expression des protéines impliquées dans la dépense énergétique.
Les rats traités au GW501516, manifestent en outre un métabolisme accru des acides gras dans le muscle squelettique ; et une protection contre l'obésité induite par l'alimentation et le diabète de type II).
Les lipoprotéines de haute densité (HDL) augmentent chez le singe rhésus obèse exposé au GW501516 et les lipoprotéines de très basse densité (VLDL) diminuent.